# Клан О'Керролл

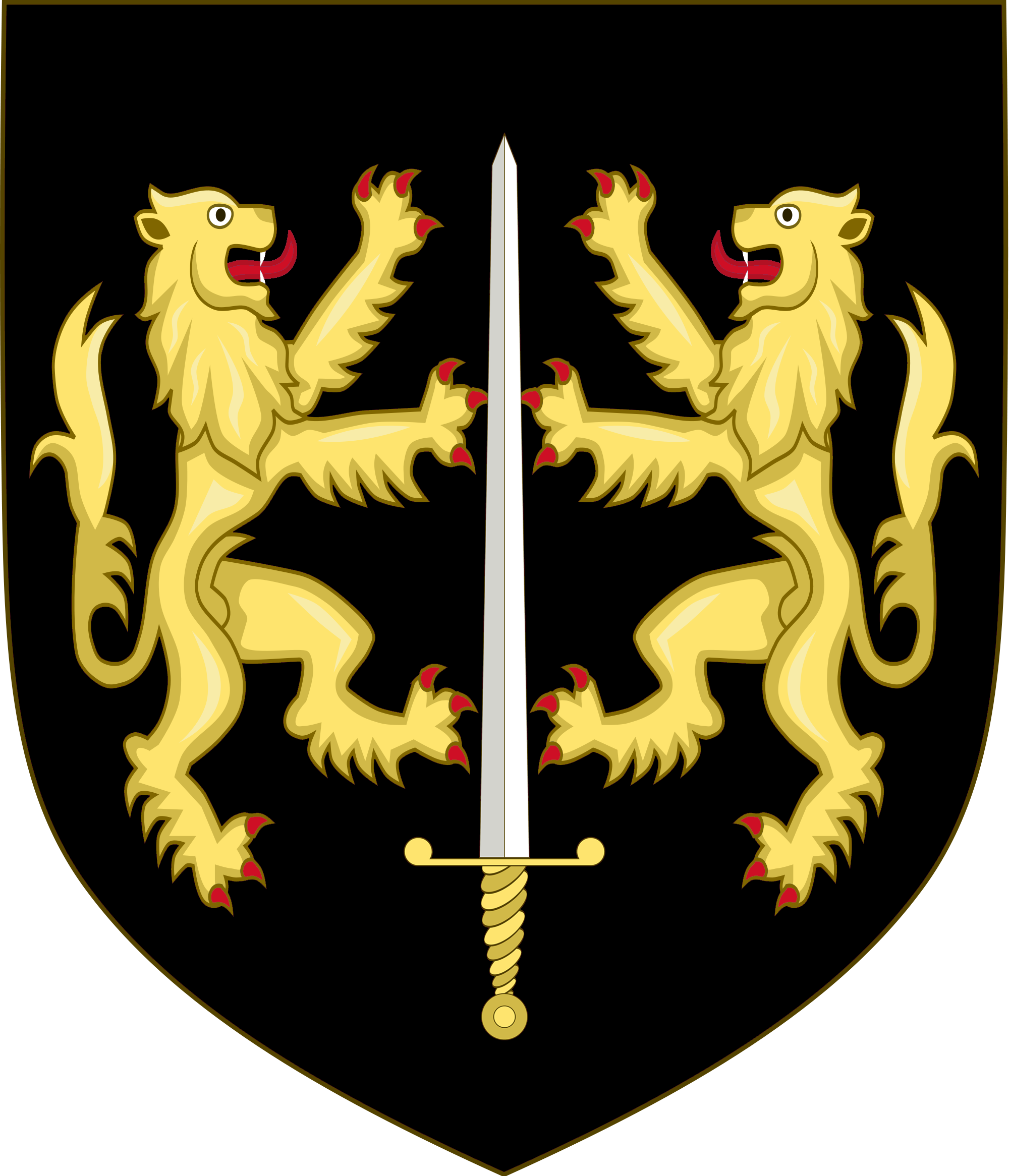
Герб вождя клану О’Керрол та королівства Ейле.

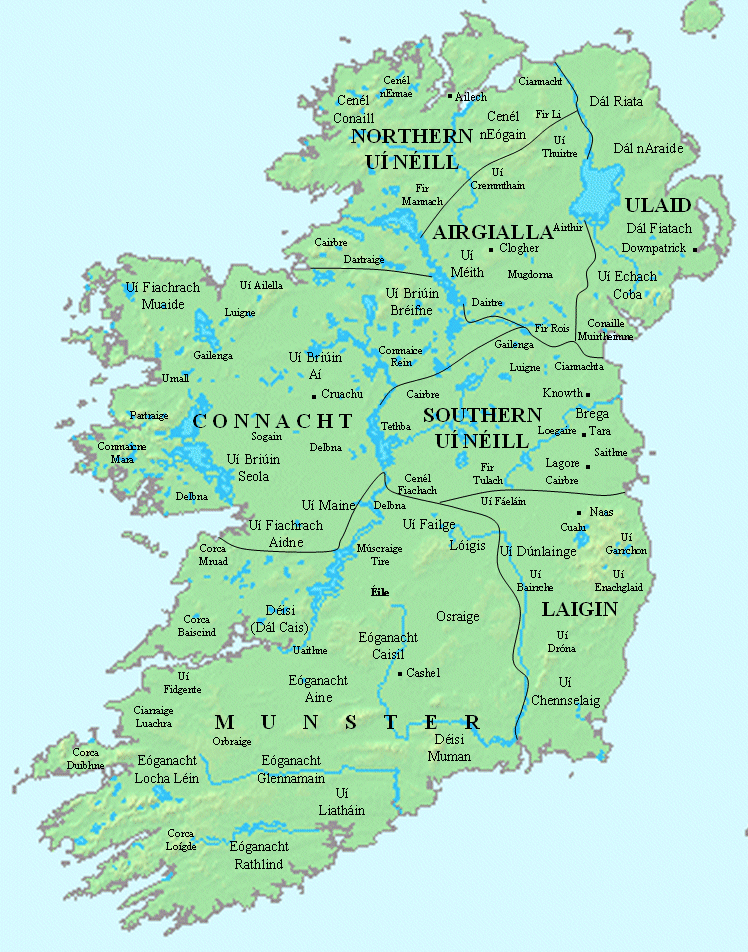
Племена, королівства, найбільші клани в Ірландії в ранньому середньовіччі біля 800 року.

Клан О’Керрол (англ. – clan O'Carroll, ірл. – clan Ó Cearbhaill) – клан Керрол, клан О’Кервайл, клан МакКеррол – один з ірландських кланів. Виник як септа клану Кіаннахта (ірл. – Ciannachta), тому також відомий як клан Кіанн. Родоводи клану стверджують, що цей клан споріднений з кланом Еогнахта та кланом МакКарті і ведуть свій початок від Айліля Аулома (ірл. - Ailill Aulom). У середні віки до 1552 року клан володів землями в королівстві Манстер. Ці землі були відомі як королівство Ейле (ірл. – Eile). Останній король цього васального королівства Тіге Каок О’Керрол (ірл. - Tiege Caoc O'Carroll) здався англійським військам Тюдорів.

## Походження клану О’Керрол
Клан О’Кервайл здавна жив на території, що була відома як Елі О’Кервайл в маленькому васальному королівстві Ейле. Територія включала пасовищні землі Баллікрінасс (ірл. - Ballycrinass), Росскуленах (ірл. - Rosscullenagh), Друмкан (ірл. – Drumcan), що тягнулися від озера Лехах (ірл. – Leghagh) і називались Лахахірісаллів (ірл. – Laghaghirisallive) і обмежені були на заході землями Лахенгеракен (ірл. – Laghenagarken), а на сході долиною Гленкрокін (ірл. – Glencrokin). Ці землі довгий час були відомі як Елі О’Керрол. Гірські землі в цих володіннях тігнулися від Лаханагерах (ірл. – Laghanagerah) (давня назва Лохан на Герах - Lochan na gCaorach) до Полл Дув (ірл. - Poll Dubh) в Роскомороу (ірл. – Roscomroe), а потім на південний схід до гір Слів Блум (ірл. - Slieve Bloom), що є на кордоні володінь Елі О’Керрол та Верхнє Оссорі (Осрайге). Землі на кордоні цих володінь називаються Геррівоу (ірл. – Garryvoe) або Скаллі (ірл. – Scully).
Септа Елі О’Керрол була найпотужніша і найбільша септа клану, але були відомі ще чотири септи: О’Керрол Оріел в землях Дандолк, О’Керрол Оссорі в землях Карлоу та Кілкенні, дві септи Керрі. Приставка «О» дуже часто випадала з назви або прізвища, або замінялася на приставку «Мак». Кервілл – це є англоїзований варіант назви О’Керрол.
Відомим королем Осрайге був Кервайлл Мак Дунлайнге (ірл. - Cearbhaill Mac Dúnlainge), від якого походить септа Оссарі О’Керрол (Осарі О’Керрвайл). Його дочки були одружені з відомими скандинавськими ватажками, тому він став відомим у родоводах Європи. У скандинавських хроніках він став відомий як Кйарвалр Іраконунгр (норв. - Kjarvalr Írakonungr) і багато ісладських родів вважають його своїм предком і ототожнюють себе з родом Кербалл.

## Історія клану О’Керрол
Клан О’Керрол суто ірландського (гельського, гойдельського) походження і має витоки у давньому королівстві Ейле, що англійській версії називається Елі. Клан володів землями на території нинішніх графств Оффалі та Тіпперері (Ірландія). Септи клану відомі також як клан Ейле та клан Кіан. Нащадок вождів клану О’Керрол – Чарльз Керрол з Карролтона (1737 – 1832) був багатим землевласником з Меріленду і був одним з тих людей, хто підшисав Декларацію Незалежності у 1776 році. Його двоюрідний брат Ден Керрол був одним з тих людей, що підписали проект конституції З’єднаних Держав Америки.
З клану О’Керрол виникли прізвища, фамілії та династії: Керролл, Бохан, Боуен, Дулі, Мігер, Махер, Махар, Махан, Келлі, Кілі, Фланаган, Коркоран, Хілі, Невін, О'Коннор.
Клан Кіан був також відомий як Кіанахта (ірл. – Cianachta) – «Гінці Кіана». Кіан – засновник цієї септи, був молодшим сином Оліолла Оллума (ірл. - Olioll Ollum) – короля Манстеру, онуком короля Еогана І Великого (ірл. - Eoghan Mor), що був відомий як Мог Нуадат – король південної половини Ірландії – половини Мога і претендував на володіння всією Ірландією у ІІ столітті н.е.
Клан Кіанахта був понад 1500 років пануючим кланом в південній Ірландії, претендував на владу і корону Верховного короля Ірландії та корони менших васальних ірландських королівств. Від цього клану утворились як гілки та септи чимала інших ірландських кланів.
У V столітті вождь клану Кіанахта – король Ейле Дерг (або як ще його називали Червоний король Ейле) виділив землі О’Керрол як окреме володіння. Королівство Ейле в давнину охоплювало нинішні землі Ормонд, Тіпперері, Вотерфорд, і частково Оффалі, Лейкс, Кілкенні.
Кервайлл Мак Еод (ірл. - Cearbhaill Mac Aeodh) – вождь клану Кіаннахта був королем Ейле в Х столітті. Саме він привів воїнів свого королівства на битву з вікінгами під Клонтарфом у 1014 році, де вирішувалась доля Ірландії. Саме від нього і пішла назва клану О’Керрол.
У 1982 році створена міжнародна асоціація людей клану О’Керрол розкиданих по різних країнах і континентах з метою збереження і розвитку ірландської культури.

## Історія клану О’Керролл Вільяма Бехама
Історію клану О’Керролл написав у свій час сер Вільям Бехам (ірл. - Sir William Betham) (1779 – 1853) і опублікував свою роботу в 1838 році. Його роботу вважають надійним джерелом для вивчення історії кланів Ірландії.
Згідно праць Вільяма Бехама клан О’Керролл походить від Кена (ірл. – Cean) – третього сина Оліолла Олума (ірл. - Olioll Olum) – короля Манстеру (Муму). Тейге (ірл. – Teige) – старший син Кена був видатним воїном. Зокрема, від в поєдинку вбив трьох досвідчених воїнів. За службу і доблесть верховний король Ірландії Кормак Мак Арт (ірл. - Cormac Mac Art) нагородив його землями в васальному королівстві Коннахт, що називаються нині Лургні Ґаллен (ірл. - Lurgny Gallen) та Кулавін (ірл. – Culavin). Він платив королю Коннахта данину в розмірі 150 дійних корів, 100 голів іншої великої рогатої худоби, 100 барелів меду або напою мехеглін (ірл. – Metheglin).
Він мав двох синів – Конлу (ірл. – Conla) та Кормака Галенга (ірл. - Cormac Galeng). Останньому він віддав володіння Лургні Галлен, нині це баронство Галлен у графстві Мейо і володіння Кулавін, яким потім володіли його нащадки – клани О’Ґара та О’Хара.
Конла – старший син отримав від батька володіння Духек Ейле (ірл. - Duthec Eile) або Ейле Рідерг (ірл. - Eile Ridhearg), що потім стали королівством Ейле. Його нащадки носили титул королів Ейле аж до англійського завоювання.
Кервайлл (ірл. – Cearbhaill) був нащадком Кена у 12 поколінні, а за іншими даними у 16 поколінні. Він заснував септу О’Керролл, що потім перетворилася у самостійний клан. Серед його нащадків був Тейге або Хехеус О’Кервуйлл (ірл. - Teige or Thatheus O'Cearbhuill) – король Ейле, помур у середині XII століття, йому успадкував його син.
Маолруна О’Кервайлл (ірл. - Maolroona O'Cearbhaill) змінив на троні королівства Ейле свого брата.
Під час англійського завоювання цієї частини Ірландії та битві під Стронгбоу кололем Ейле був Дональд О’Керролл. Від нього походять багато гілок клану.
Маолруна О’Кервайлл мав дочку Грейс або Гранію, що була одружена з Уліком Барком (ірл. - Ulick Burke) – лордом Кланрікарду. Вона була матір’ю Ріхарда Сасанаха Барка – І графа Кланрікарду, що разом з О’Браєном завдав багато прикростей англійському уряду. Помер він у 1532 році.
Його син Фергонамуйн О’Керролл (ірл. - Fergonamuin O'Carroll) або Фердінандо змінив свого батька на престолі Ейле уклав договір з Леонардо – лордом Грей. Фергонамуйн О’Керролл погодився він свого імені, від імені свого клану і своїх нащадків платити англійській короні податки, поставляти наміснику Ірландії зброю, коней, воїнів на випадок війни, гарантувати забезпечення англійським найманцям – так званим галлоглассам (ірл. – gallowglass), якщо вони зупиняться на його території, забезпечити проживання і безпеку лорду.
У 1548 році Тейге Каох О’Керролл (ірл. - Teige Caoch O'Carroll) – син Фердінадо вигнав англійців з королівства, але потім оголосив себе бароном Ейле (не королем). У середині клану, навіть, у середині септи тоді точилася ворожнеча. Тейге був вбитий Кахіром О’Керроллом, він в свою чергу був вбитий Вільямом Адаром О’Керроллом (ірл. - William Adhar O'Carroll) – молодшим братом Тейге, що був висвячений у лицарі 30 березня 1567 року і був проголошений губернатором Ейле, капітаном клану О’Керролл. Ці титули йому подарував сер Генрі Сідні. Сер Вільям О’Керролл помер 28 квітня 1579 року. Його син Кахір (Чарльз) О’Керролл був посвячений в лицарі сером Джоном Перротом (англ. - Sir John Perrott) – лордом-заступником Ірландії в 1584 році.
Його син – Малруні ОКерролл (ірл. - Mulrooney O'Carroll) був висвячений в лицарі сером Джорджем Керью – лордом-заступником Ірландії у дублінському замку у день святого Джеймса – 1 березня 1603 року, за день до коронації англійського короля Джеймса І.
Роджер О'Керролл, син і спадкоємець сера Малруні, був позбавлений всіх титулів та володінь Кромвелем за те, що він приєднався до роялістів під час громадянської війни на Британських островах і став під прапори герцога Ормонда. Але його старший син і спадкоємець – Чарльз О'Керролл, був у великій милості в британських королів після реставрації монархії - королі Карл II і Яків II допомогли йому відновити свої права. Але щодо власності виникли проблеми та й маєтки потребували ремонту. Король Яків ІІ надав йому гранти та подарував землю біля річки Монокассі в колонії Меріленд в Америці. Ця земля була розділена на три садиби по 20 000 акрів кожна – це була свого роду компенсація за втати під час громадянської війни. Два нові маєтки назвали на честь втрачених володінь: Ейлі О'Керролл, Догореган. Третій маєток назвали Карролстон.
Цей джентльмен став також генеральним прокурором колонії і дожив до віку 90 років і побачив успіхи свого онука Чарльза О'Керролла.
Марія - дочка останньої Чарльза О'Керролла, була одружена з Річардом Катоном есквайром з штату Мерілед. Вона була матір’ю її Високоповажності Маріанни - маркізи Уелслі і трьох інших дочок: Елізабети, Луїзи-Катарінси (Леді Харві) та Емілі.
Сер Джеймс Керролл, що був мером Дубліна, був посвячений у лицарі сером Артуром Чічестером – лордом-протектором Лороурером (англ. – Loghroer) 30 вересня 1609. Його батько, Томас О'Керролл, позбавлений володінь і титулів вождь свого клану, прийшов, щоб жити в Дублін.
Сер Джеймс Керролл був опікуном і патроном абатства Балтінгласс і був предком нинішньої Верховного Шерифа графства Віклоу, Генрі Гріффітса (Керолла) з Беллімора, есквайра.
Дона (ірл. – Donagh) або Деніс О'Керролл походив від Доно О'Керролла (ірл. - Donogh O'Carroll) - брата Малруні О'Керролла – вождя клану, що помер у 1532 році, володів маєтками Модеріні (ірл. – Modereeny) та Буолібрек (ірл. – Buolybrack) в графстві Тіпперері і був позбавлений всього Кромвелем. Він одружився з дочкою вождя клану О’Кеннеді (ірл. - O'Kennedy) і мав тридцять синів, які склали основу його армії, яку він поставив під прапори герцога Ормонда для служби роялістам і королю Карлу I. Під час реставрації Джон О'Керролл – його син, отримав від короля гроші на відновлення розгромлених маєтків в Кіллурі (графство Голвей). Він одружився з дочкою вождя клану О’Крен (ірл. - O'Crean) Маргарет – дочці лорда Ахерні (ірл. – Athenry). Його старший син Джеймс Керролл був предком клану Кіллурі (ірл. – Killury), його другий син - Даніель О'Керролл, вступив на військову службу короля Іспанії і був став кавалером ордена Святого Яго. Після цього він, завдяки піклуванням герцога Ормонда, став підполковником британської армії на службі королеві Анні. Він дослужився до звання генерал-лейтенанта, отримав дозвіл на носіння ордена Святого Яго в Англії, був посвячений в лицарі Британії і став сером Даніелем. Його онук - Джон Уїтлі О'Керролл був англійським резидентом у Саксонії в Веймарі в 1804 році.
Три інших джентльмени з клану О’Керролл - Джон, Дона (ірл. – Donagh) і Кеда (ірл. – Kedagh) отримали гроші і землі в Коннахті від короля Карла II як компенсацію за втрачені маєтки і землі в Ленстері.
Вони заснували клани Спрінгіл (ірл. – Springhill), Тірло (іол. – Tirlogh), Арда (ірл. – Ardagh), Карра (ірл. – Carragh) і Данмор в графстві Галвей, клан Форхіл (ірл. – Forthill) в графстві Мейо і клан Доравілле в графстві Клер. Інші клани серед нині існуючих, належать до групи кланів Еммель (ірл. – Emmell): Турлес (ірл. – Thurles), Баллінгаррі (ірл. – Ballingarry), Нена (ірл. – Nenagh), Літтлфілд і Аннемед (ірл. – Annemead) в Тіпперері, Рокфілд (ірл. – Rockfield) в графстві Віклоу, Курлоу в графстві Карлоу.
Джон Керролл Стівен Грін, есквайр з Нью-Росс представник цієї гілки. Оуен Керролл був депутатом парламенту короля Джеймса (Якова) ІІ в 1689 році.

## Видатні і відомі люди клану О’Керрол
- Маол Руанайд Кам О Кервайлл (ірл. - Maol Ruanaidh Cam Ó Cearbhaill) (пом. 1329) – музика.
- Овен Керрол (ірл. - Owen Carroll) – депутат «Парламенту короля Джеймса» у 1689 році.
- Данієль О’Керрол (ірл. - Daniel O'Carroll) (пом. 1713) – підполковник полку Бервіка армії короля Джеймса ІІ у 1698 році.
- Ентоні Керрол (ірл. - Anthony Carroll) (1722 – 1794) – пограбований і вбитий в Лондоні англійськими негідниками.
- Данієль Керролл (ірл. - Daniel Carroll) (1730 – 1796) – американський політик, поставив свій підпис під конституцією ЗДА.
- Джон Керрол (ірл. - John Carroll) (1735 – 1851) – перший католицький єпископ ЗДА.
- Чарльз Керрол (ірл. - Charles Carroll) (1723 – 1783) – адвокат.
- Вільям Керрол (ірл. - William Carroll) (1788 – 1844) – губернатор штату Теннессі.
- Вільям Генрі Керрол (ірл. - William Henry Carroll) (1810 – 1868) – генерал армії Конфедерації.
- Вільям Керрол (ірл. - William Carroll) (1872 – 1936) – австралійський сенатор.
- Джуліан Керрол (ірл. - Julian Carroll) (нар. 1931) – сенатор від штату Кентуккі.
- Варрен Х. Клррол (ірл. - Warren H. Carroll) – доктор філософії, католицький історик та письменник.
- Мелла Керрол (ірл. - Mella Carroll) (нар. 1934) – верховний суддя Ірландії. Перша жінка, що отримала високу посаду в державних судових установах Ірландії.
- Катарін Булбуліа ні Katharine О’Керрол (ірл. - Bulbulia née O'Carroll) (нар. 1943) – ірландський сенатор.
- Патрік О’Керрол (ірл. - Patrick O’Carroll) - генеральний інсперктор соціальних служб ЗДА.
- Бріан Керрол (ірл. - Brian Carroll) (нар. 1956) – американський бізнесмен.
- Білл Керрол (ірл. - Bill Carroll) (нар. 1959) – журналіст радіо.
- Вільям Аллан Керрол (ірл. - William Allan Carroll) (нар. 1959) – хокеїст.
- Шон Б. Керрол (ірл. - Sean B. Carroll) (нар. 1960) - професор.
- Шон М. Керрол (ірл. - Sean M. Carroll) (нар. 1966) – доктор філософії.
- Вілл Керрол (ірл. - Will Carroll) (нар. 1970) – американський спортивний журналіст і письменник.
- Брюс Керрол (ірл. - Bruce Carroll) – музика.
- Джейсон Майкл Керрол (ірл. - Jason Michael Carroll) – співак та артист.
- Леді Мері Керрол-Бовер (ірл. - Lady Mary Carroll-Bower) – засновниця фундації допомоги сімям, що постраждали від стихійних лих.
- Вейн Керрол Техаський (ірл. - Wayne Carroll of Texas) (пом. 2011) – американський бейсболіст, боксер, рибалка, письменник.
- Барон Геннінг О’Керрол (ірл. - Hoenning O'Carroll) – власник замку Шюнхінг (Баварія, Німеччина).
- Ейлі Фредерік Джеймс О’Керрол (ірл. - Eili Fredrick James O'Carroll) (1936 – 2010) – вождь клану Кіан, американський ветеран флоту ЗДА.
- Фредерік Артур О’Керрол (ірл. - Fredrick Arthur O'Carroll) (нар. 1967) – вождь клану Кіан.
- Едвін Джозеф Керрол (ірл. - Edwin Joseph Carroll) (нар. 1965) – ветеран флоту ЗДА, ветеран війни в Затоці. Вождь (ірл. - Taisech-teglaig) клану Кіан.
- Роберт Стевен Керрол (ірл. - Robert Steven Carroll) – (нар. – 1975) – ветеран війни в Іраку.
- Вільям (Білл) Річард Керрол (ірл. - William (Bill) Richard Carroll) (1932 – 1989) – американський ветеран.